# Tateomys
A Tateomys az emlősök (Mammalia) osztályának a rágcsálók (Rodentia) rendjébe, ezen belül az egérfélék (Muridae) családjába tartozó nem.

## Rendszerezés
A nembe az alábbi 2 faj tartozik:
- hosszúfarkú sünpatkány (Tateomys macrocercus) Musser, 1982
- Tate-sünpatkány (Tateomys rhinogradoides) Musser, 1969 – típusfaj